# Amberboa
Amberboa (Pers.) Less. é um género botânico pertencente à família Asteraceae.

## Basônimo
- Centaurea subgen. Amberboa Pers.

## Espécies
- Amberboa amberboi
- Amberboa moschata
- «Lista completa»